# Mara Navarria
Mara Navarria (Údine, 18 de julio de 1985) es una cabo del Ejército y deportista italiana que compite en esgrima, especialista en la modalidad de espada.
Participó en tres Juegos Olímpicos de Verano, obteniendo dos medallas en la prueba por equipos, bronce en Tokio 2020 (junto con Rossella Fiamingo, Federica Isola y Alberta Santuccio) y oro en París 2024 (con Rossella Fiamingo, Giulia Rizzi y Alberta Santuccio), y el séptimo lugar en Londres 2012, en la misma prueba.
Ganó siete medallas en el Campeonato Mundial de Esgrima entre los años 2011 y 2023, y ocho medallas en el Campeonato Europeo de Esgrima entre los años 2010 y 2024.
En los Juegos Europeos de Cracovia 2023 consiguió una medalla de bronce en la prueba por equipos.

## Palmarés internacional
| Juegos Olímpicos   | Juegos Olímpicos      | Juegos Olímpicos  | Juegos Olímpicos   |
| Año                | Lugar                 | Medalla           | Prueba             |
| ------------------ | --------------------- | ----------------- | ------------------ |
| 2020               | Tokio (Japón)         | Medalla de bronce | Espada por equipos |
| 2024               | París (Francia)       | Medalla de oro    | Espada por equipos |
| Campeonato Mundial |                       |                   |                    |
| Año                | Lugar                 | Medalla           | Prueba             |
| 2011               | Catania (Italia)      | Medalla de bronce | Espada por equipos |
| 2014               | Kazán (Rusia)         | Medalla de bronce | Espada por equipos |
| 2018               | Wuxi (China)          | Medalla de oro    | Espada individual  |
| 2019               | Budapest (Hungría)    | Medalla de bronce | Espada por equipos |
| 2022               | El Cairo (Egipto)     | Medalla de plata  | Espada por equipos |
| 2023               | Milán (Italia)        | Medalla de plata  | Espada por equipos |
| 2023               | Milán (Italia)        | Medalla de bronce | Espada individual  |
| Juegos Europeos    |                       |                   |                    |
| Año                | Lugar                 | Medalla           | Prueba             |
| 2023               | Cracovia (Polonia)    | Medalla de bronce | Espada por equipos |
| Campeonato Europeo |                       |                   |                    |
| Año                | Lugar                 | Medalla           | Prueba             |
| 2010               | Leipzig (Alemania)    | Medalla de plata  | Espada por equipos |
| 2014               | Estrasburgo (Francia) | Medalla de bronce | Espada por equipos |
| 2015               | Montreux (Suiza)      | Medalla de bronce | Espada por equipos |
| 2019               | Düsseldorf (Alemania) | Medalla de bronce | Espada por equipos |
| 2022               | Antalya (Turquía)     | Medalla de plata  | Espada por equipos |
| 2022               | Antalya (Turquía)     | Medalla de bronce | Espada individual  |
| 2023               | Plovdiv (Bulgaria)    | Medalla de plata  | Espada individual  |
| 2024               | Basilea (Suiza)       | Medalla de oro    | Espada por equipos |